# レナサイエンス
株式会社レナサイエンス（英文社名：	Renascience Inc.）は、東京都中央区日本橋本町に本社を置く、東北大学発のバイオベンチャー。

## 概要
レナサイエンスは、2000年に東北大学発のベンチャー企業として設立された。宮田敏男東北大学医学部教授の発見した低分子化合物を利活用した創薬研究などを進め、2021年には東北大学ベンチャーパートナーズ出資の東北大学発ベンチャーとして初めて、東京証券取引所マザーズに上場した。

## 沿革
- 2000年 神奈川県横浜市に株式会社レナサイエンスを設立[3]。
- 2001年 東京都新宿区に本社を移転[3]。
- 2002年 経済産業省の大学発事業創出実用化研究開発事業に採択[3]。
- 2008年 東京都町田市に本社を移転[3]。
- 2013年 国立大学法人東北大学と共同研究に関する包括契約を締結[3]。
- 2014年 東京都中央区に本社を移転[3]。
- 2021年 東京証券取引所マザーズに上場[3]。